# Albert Kroon
Albert Friedrich Meino Kroon (* 4. März 1932 in Neuemoor; † 2. Februar 2014) war ein Landwirt und Ortschronist der Ostfriesischen Landschaft.

## Biografie
Er wurde 1972 in den Gemeinderat der Gemeinde Großefehn gewählt und wurde zugleich Ortsbürgermeister von Bagband. Insgesamt 24 Jahre übte er diese ehrenamtliche Tätigkeit aus. Im Jahre 1974 wurde er Mitglied der Christlich Demokratischen Union Deutschlands (CDU).
Schwerpunkte seiner Chronistentätigkeit waren die ortsgeschichtliche, kirchliche und soziologische Entwicklung von Bagband und der Region. Darüber hinaus war er im Rahmen der Flurnamenforschung bei der Entwicklung der Flurnamentour Bagband beteiligt.
Im Jahre 1997 wurde Kroon mit der Ehrenmedaille der Gemeinde Großefehn ausgezeichnet. Am 8. August 2005 wurde ihm das Bundesverdienstkreuz der Bundesrepublik Deutschland verliehen.
Albert Kroon ist auf dem Friedhof der Martin-Luther-Kirchengemeinde der Bagbander Kirche begraben.

## Veröffentlichungen
- Bagband – Die Geschichte eines ostfriesischen Bauerndorfes. Bagband 1995.
- Bagbander Ortsgeschichte. In: Familien der Kirchengemeinde Bagband, 1696–1900, Ortssippenbuch Bagband. Aurich 1991, bearb. von Erhard Schulte.
- Bagband. In: HOO der Ostfriesischen Landschaft Aurich.
- 80 Jahre Freiwillige Feuerwehr Bagband. In: Kreisfeuerwehrtag 1977.
- 100 Jahre Freiwillige Feuerwehr Bagband, in: Festschrift zum Kreisfeuerwehrverbandsfest. 1997, S. 53–89.
- Kirchliche Bautätigkeit in Bagband. In: Heimatkunde und Heimatgeschichte, Beilage zu den Ostfriesischen Nachrichten. 2001.
- Landwirtschaftliche Arbeiten vor 50 Jahren. In: Unser Ostfriesland, Beilage zur Ostfriesen-Zeitung. 2004.
- Kirchturm anstatt eines Glockenstuhls. In: Unser Ostfriesland, Beilage zur Ostfriesen-Zeitung. 2005.
- Bagbander Markt. Für Bauern war der Weg nach Leer zu weit. In: Ostfriesen-Zeitung. Ausgabe vom 28. April 2011.
- In Bagband is weer Veehmarkt. In: Unser Ostfriesland, Beilage zur Ostfriesen-Zeitung. 2008.
- Die Poststation und Chausseegeld-Hebestelle in Bagband. In: Unser Ostfriesland, Beilage zur Ostfriesen-Zeitung. 2008.
- Bagband, ein altes Bauerndorf. In: Unser Ostfriesland, Beilage zur Ostfriesen-Zeitung. 1979.
- Nur eine Landstraße – aber mit Geschichte – die Bundesstraße 72 in Bagband. In: Unser Ostfriesland, Beilage zur Ostfriesen-Zeitung. 2010.
- 110-Jahrfeier der Freiwilligen Feuerwehr Bagband. In: Festschrift der Freiwilligen Feuerwehr Bagband. 2007.
- Bagbander beschwerten sich beim König in Berlin. In: KIEK RIN, Mitteilungsblatt des HVV Hesel. 2007.
- Bagbands historische Orgel. In: KIEK RIN, Mitteilungsblatt des HVV Hesel. 2005.
- Der „Hartog Hinnerk Steen“. In: KIEK RIN, Mitteilungsblatt des HVV Hesel. 2000.
- Landwirtschaftlicher Zweigverein Bagband-Strackholt, gegr. 1921. In: KIEK RIN, Mitteilungsblatt des HVV Hesel. 2004.
- Biggenboom, Gedenkstätte von 1473. In: KIEK RIN, Mitteilungsblatt des HVV Hesel. 2002.
- Jan Klein. In: KIEK RIN, Mitteilungsblatt des HVV Hesel. 1995.
- Die 200jährige Windmühle in Bagband, eine Chronik der Mahl- und Peldemühle und des Mühlenvereins. In: Unser Ostfriesland, Beilage zur Ostfriesen-Zeitung. 2012.[7]